# Ut (gruppo musicale)
Gli Ut sono stati un gruppo musicale italiano, attivo negli anni settanta.

## Storia
Il complesso si fuse dal disciolto nucleo del "La rosa dei venti", formazione iniziale che comprendeva Adriano Tomassini (voce, chitarra), Jimmy Tamborrelli (voce, chitarra), Franco Tallarita (basso), Maurizio Tomassini (batteria), ai quali successivamente si era aggiunto il tastierista Giancarlo Granieri. Conclusa l'esperienza del primo nucleo originario, Tallarita e i fratelli Tomassini formarono il complesso UT che pubblicò il primo long playing dal titolo Homo.
Ottenuto un buon successo di vendite, per organizzare la tournée ingaggiarono il tastierista Enzo Vinci.
La band ha pubblicato sei dischi singoli e due LP, Homo e La strada era bella, entrambi contenenti il brano di maggiore successo, Homo. Il sound che caratterizza la loro musica è un ibrido fra pop melodico e rock progressivo. La prima formazione portava il nome La Rosa dei venti, successivamente The Ghosts of Nottingham, poi presero definitivamente il nome latino della prima nota della scala musicale (Ut).

## Formazione
- Adriano Tomassini (chitarra, voce, tastiere)
- Franco Tallarita (basso, chitarra acustica, flauto)
- Maurizio Tomassini (batteria, chitarra acustica)
- Enzo Vinci (tastiere)

## Discografia

### Album
- 1974 - Homo
- 1976 - La strada era bella

### Greatest Hits
- 1977 - Homo/La strada era bella

### Singoli ed EP
- Homo - Lato A: Homo (Tallarita - Tomassini - Granieri)- Lato B: Nel 3000 d.C. (Rossi - Tomassini - Tamborelli)  1974 Erre (RR 3068). Esiste una copia Made in Germany (CBS 3090) del 1975 con altra inviluppo. La canzone "Homo" e titolata "L'uomo" .
- La mia vita - Lato A: La mia vita (Tomassini) - Lato B: Afrodite (Granieri - Tomassini) 1974 Erre (RR 3076).
- La strada era bella - Lato A: La strada era bella (Tomassini - Granieri) - Lato B: Camelot (Chutch- Tallarita - Tomassini)   1975 Erre (RRN 13001).
- Farai l'amore - Lato A: Farai l'amore (Tomassini - Granieri) - Lato B: Trasmigrazione (Granieri - Tallarita - Tamborelli - Tomassini)- 1977 Bird (CD 4524).
- Lucia (For you alone) - Lato A: Lucia (Conner - Lisbona -Cherubini - Bixio) cantata in inglese - Lato B: Moonchild (Tallarita - Tomassini - Catricalà) instrumental 1978 Bird (CD 4536).
- Elisabetta sa - Lato A: Elisabetta sa - Lato B: Treno va (entrambi Tomassini - Tallarita) 1979 BCE (PO 4943).